# Chris Kappler
Chris Kappler (St. Charles, 9 de fevereiro de 1967) é um cavaleiro dos Estados Unidos. Campeão olímpico em Atenas 2004 na prova de saltos por equipes, Kappler herdou a medalha de prata na prova individual devido ao doping do cavalo do primeiro colocado, o irlandês Cian O'Connor.